# Zweniaczyn
Zweniaczyn (ukr. Звенячин) – wieś na Ukrainie, w obwodzie czerniowieckim, w rejonie czerniowieckim. W 2001 roku liczyła 954 mieszkańców.